# Eye of the Beholder (Zona crepusculară)
Eye of the Beholder (redifuzat în vara anului 1962 sub denumirea de „The Private World of Darkness”) este episodul 42 al serialului american Zona crepusculară. A fost difuzat inițial pe 11 noiembrie 1960 pe CBS.

## Intriga
Janet Tyler a fost supusă celui de-al unsprezecelea tratament (numărul maxim permis legal) în încercarea de a arăta normal. Aceasta are capul complet bandajat, iar fața nu îi este vizibilă. Chipul îi este descris de asistente și de medic drept „un nod de carne anormal și demn de milă”, iar fețele angajaților spitalului sunt fie în umbră, fie nu sunt cuprinse de cameră. Rezultatul procedurii poate fi cunoscut doar când bandajele sunt îndepărtate. Nemaiputând suporta așteptarea, Janet îl imploră pe medic și reușește să-l convingă să le scoată mai repede. În timp ce se pregătește pentru procedură, medicul este afectat de reacțiile pacientei sale. Asistenta admite că trăsăturile lui Janet o neliniștesc și este îngrijorată de starea medicului. Acesta din urmă este nemulțumit de situație și o întreabă pe asistentă de ce Janet sau oricine altcineva trebuie judecat în baza trăsăturilor sale exterioare. Asistenta îl avertizează că astfel de vorbe sunt considerate trădare de stat.
Medicul îi îndepărtează bandajele și anunță că procedura a eșuat, iar fața ei nu a suferit nicio schimbare. Camera dezvăluie că, după standardele publicului contemporan, Janet este frumoasă; însă după aceleași standarde, doctorul, asistentele și ceilalți oameni din spital sunt urâți, cu trăsături ciudate, sprâncene mari și groase, ochi adânciți, buze umflate și răsucite, iar nasurile lor sunt asemănătoare cu râtul porcului. Mâhnită de eșecul procedurii, Janet fuge prin spital, moment în care ni se dezvăluie ce este considerat normal în această societate alternativă. Televizoare cu ecran plat difuzează în întreg spitalul un discurs al dictatorului în care se cere mai multă conformitate.
În cele din urmă, un bărbat chipeș (din nou, după standardele publicului contemporan) pe nume Walter Smith sosește la spital. Acesta este însărcinat cu transferarea pacientei Janet Tayler într-o rezervație alcătuită din oameni de „felul său”, unde „urâțenia” sa nu va tulbura statul. Înainte ca cei doi să plece, Walter o consolează pe Janet, spunându-i că va fi îndrăgită în societatea lor și că „frumusețea este în ochii privitorului” (deși oamenii statului și societatea lor o consideră pe Janet „urâtă”, alții o vor considera frumoasă).

## Distribuție
- Maxine Stuart - Janet Tyler (sub bandaje)
- Donna Douglas - Janet Tyler (fără bangaje)
- William D. Gordon - medicul Bernardi
- Jennifer Howard - asistenta
- Edson Stroll - Walter Smith
- George Keymas - dictatorul
- Joanna Heyes - asistenta nr. 2